# ERV3
ERV3‏ (Endogenous retrovirus group 3 member 1, envelope) هوَ بروتين يُشَفر بواسطة جين ERV3 في الإنسان.